# Barra István (ampelológus)
Barra István (Torda, 1900. június 14. – Budapest, 1986. május 20.) biológus, botanikus, szőlőpatológus.

## Életrajza
Tanulmányait a József Műegyetem Közgazdaság-tudományi Kar mezőgazdasági szakán folytatta, ahol 1927-ben végzett, majd 1932-ben a budapesti tudományegyetem közgazdaság-tudományi karán szerzett doktori oklevelet.
1925-től 1929-ig a Szőlő- és Borgazdasági Kísérleti Állomás asszisztense, egyúttal a József Műegyetem Növénytani Intézet díjtalan tanársegéde, majd 1929-1962 között a Szőlészeti Kutató Intézet, illetve a Kertészeti és Szőlészeti Főiskola Szőlészeti és Borászati Kutató Intézet élet- és kórtani csoportjának vezetője volt. Belföldi kutatási ösztöndíjas (1931).

## Munkássága
Szőlőpatológiával, elsősorban a szőlő gombabetegségeinek (peronoszpóra, lisztharmat) és rovarkártevőinek (szőlőmoly, szőlőilonca, filoxéra) tanulmányozásával foglalkozott. Kiemelkedő eredményeket ért el a szőlőperonoszpóra fejlődésmenetének tanulmányozásában és az ellene való védekezés kidolgozásában.

## Főbb művei
- A szőlőfajták levegőnyílásának fluktuációja/Über die Fluktuation der Spaltöffnungen bei Rebensorten. Egy. doktori értekezés. (Botanikai Közlemények, 1932)
- A szőlő jelentősebb gombabetegségei, főbb rovarkártevői és az ellenük való védekezés. (Borászati Lapok, 1941)
- Peronoszpóra elleni védekezés és a rézgálichiány. (Borászati Lapok, 1943)
- Védekezés a szőlőperonoszpóra ellen háborús viszonyok között. (Borászati Lapok, 1944)
- A szőlő kártevői és betegségei. Hullay Lajossal. (Budapest, 1951)
- A szőlőperonoszpóra-fertőzés mérvét és az ellene való védekezés idejét befolyásoló tényezők. (MTA Agrártudományok Osztálya Közleményei, 1958)
- Kísérletek dinitrorodánbenzol hatóanyagú szerekkel szőlőperonoszpóra ellen. (Kísérletügyi Közlemények. Kertészet, 1960)
- A szőlőlisztharmat elleni újabb szerek védőhatásának kiértékelése. (Kísérletügyi Közlemények. Kertészet, 1961)
- Assessment of Protective Action of New Treating Substances Against Powdery Mildew of Vine. (Rep Hung Agric Exp Sta, 1961)